# New Jersey: The Videos
Albums de Bon Jovi
Slippery When Wet: The Videos
(1987) Access All Areas: A Rock & Roll Odyssey
(1990)
New Jersey: The Videos est une compilation contenant toutes les vidéos de l'album New Jersey de Bon Jovi, ainsi que des interviews et des vidéos en backstage. Cette compilation a été initialement publiée en VHS en 1989 et sur DVD en 2014.

## Liste des titres[1]
1. Bad Medicine (1ère Version)
2. Born To Be My Baby
3. I'll Be There for You
4. Lay Your Hands on Me
5. Living in Sin
6. Blood on Blood (live)
7. Bad Medicine (2e Version)